# Peter Windt
Pieter ("Peter") Windt (Veendam, 3 mei 1973) is een Nederlands hockeyer.
Windt speelde in de jeugd bij hockeyclub MHC Daring te Veendam. Vervolgens speelde hij bij GHHC Groningen, HC Hattem en AH&BC Amsterdam. Met Amsterdam, won hij tweemaal de landstitel in de Nederlandse hoofdklasse , eenmaal als aanvoerder en tweemaal de Europa Cup II. Hij beëindigde zijn carrière na het seizoen 2002/03.
Windt speelde in totaal 69 officiële interlands voor de Nederlandse hockeyploeg.
Windt maakte zijn debuut voor het Nederlands elftal in 1997 in de oefeninterland Nederland-Argentinië en maakte deel uit van de ploeg die in 2000 olympisch goud won.
In augustus 2019 tekende de oud-international voor een contract bij zijn oude club GHHC Groningen. Bij de club vervult hij de rol als assistent-trainer van het Heren 1 team.

## Internationale erelijst
| JAAR | TOERNOOI               | PLAATS                | RESULTAAT |
| ---- | ---------------------- | --------------------- | --------- |
| 1998 | Champions Trophy       | Lahore, Pakistan      | Goud      |
| 1999 | Champions Trophy       | Brisbane, Australië   | Brons     |
| 1999 | Europees kampioenschap | Padova, Italië        | Zilver    |
| 2000 | Champions Trophy       | Amstelveen, Nederland | Goud      |
| 2000 | Olympische Spelen      | Sydney, Australië     | Goud      |

Jacques Brinkman · 
Jaap-Derk Buma · 
Jeroen Delmee · 
Marten Eikelboom · 
Piet-Hein Geeris · 
Ronald Jansen · 
Erik Jazet · 
Bram Lomans · 
Teun de Nooijer · 
Wouter van Pelt · 
Stephan Veen · 
Guus Vogels · 
Diederik van Weel · 
Sander van der Weide · 
Remco van Wijk · 
Peter Windt ·
Coach: Maurits Hendriks